# NBA地緣選秀

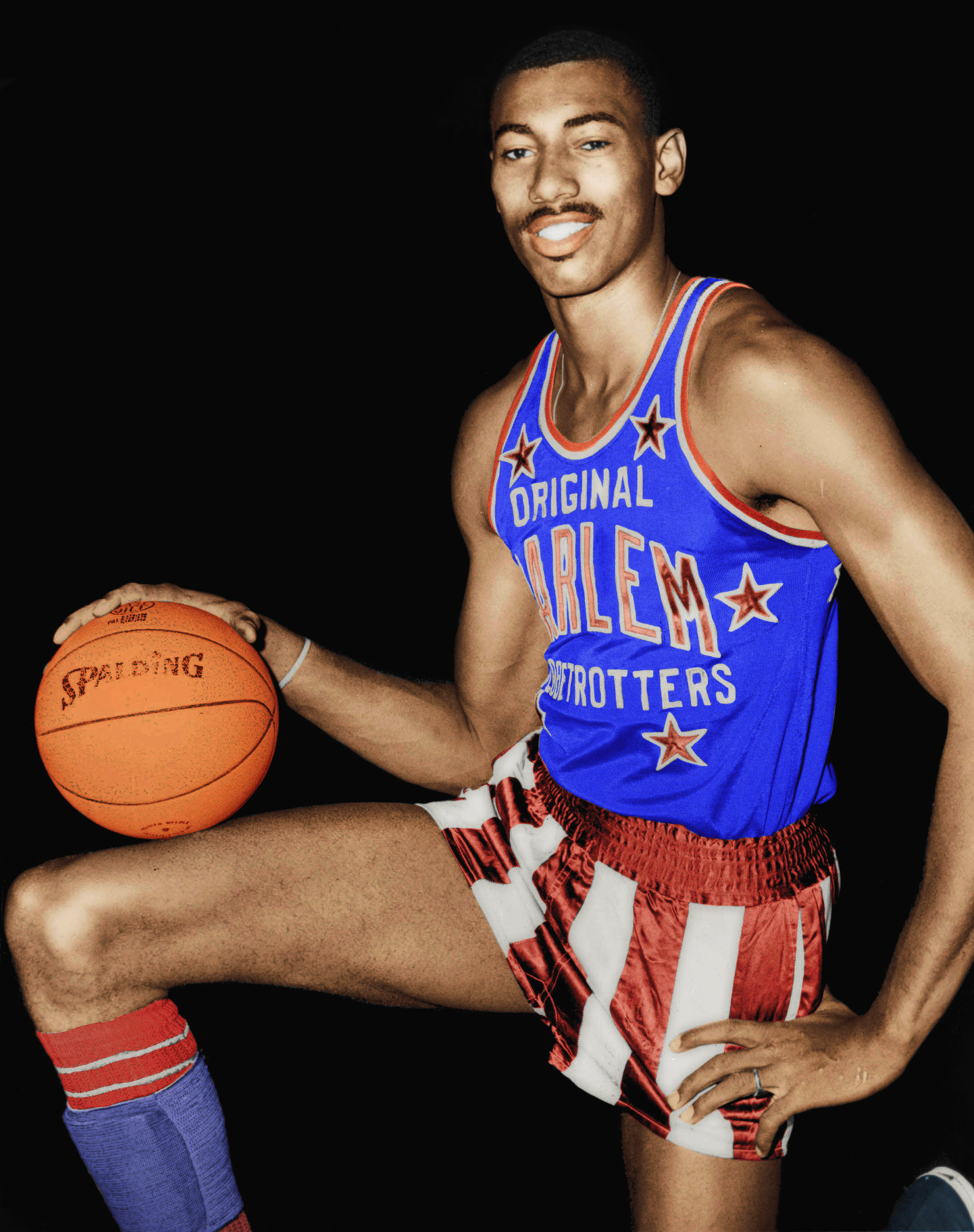
威爾特·張伯倫於1959年NBA選秀被費城勇士以地緣選秀的方式選中。

地緣選秀（英語：Territorial pick）是国家篮球协会（NBA）曾使用的一种选秀方式，可以挑一位當地的球員把他加入球隊中，代價是要放棄第一輪選秀籤。著名如威爾特·張伯倫，他在費城地區生長，因此費城勇士便用地緣選秀的方式選他。不過到了1965年後就取消了。
在23位經地緣選秀的球員中，有11位最終被選進奈史密斯籃球名人紀念堂。湯姆·海因索恩、威爾特·張伯倫、奥斯卡·罗伯逊以及杰里·卢卡斯這四位是少數得到NBA年度最佳新秀的地緣選秀球員。其中張伯倫更是在新秀球季就得到NBA最有價值球員，而他之後生涯又再拿下3座年度MVP獎；除了張伯倫之外，奥斯卡·罗伯逊是唯一一位拿過MVP獎的地緣選秀球員。
費城勇士是擁有最多次地緣選秀選秀權的球隊（7次），辛辛那提大學則是擁有最多地域指名球員（3位）。1965年NBA選秀是最後一次地域指名並一口氣選了3位，在1953年也有一次選出3位的紀錄。而這些年中，1954、1957以及1961年並沒有地緣選秀球員。

## 圖例
| 场上位置 | G    | F    | C    |
| 位置     | 后卫 | 前锋 | 中锋 |

| ^ | 表示此球員已經入選奈史密斯籃球名人紀念堂           |
| * | 表示此球員已經入選NBA全明星赛和NBA最佳阵容至少一次 |
| + | 表示此球員已經入選NBA全明星赛至少一次              |

## 地域指名列表
| 選秀年份 | 球員              | 位置 | 國籍 | 球隊             | 大學（城市）                 | 來源   |
| -------- | ----------------- | ---- | ---- | ---------------- | ---------------------------- | ------ |
| 1949     | 愛德·麥考利^      | F/C  | 美国 | 圣路易斯轰炸机   | 圣路易斯大学（聖路易）       | [ 4 ]  |
| 1949     | 沃恩·米克尔森^    | F/C  | 美国 | 明尼亞波利斯湖人 | 哈姆萊大學（聖保羅）         | [ 4 ]  |
| 1950     | 保羅·阿里金^      | G/F  | 美国 | 費城勇士         | 維拉諾瓦大學（費城）         | [ 5 ]  |
| 1951     | 迈尔·斯科格       | G    | 美国 | 明尼亞波利斯湖人 | 明尼蘇達大學（明尼亞波利斯） | [ 6 ]  |
| 1952     | 比尔·米克维       | F    | 美国 | 費城勇士         | 天普大學（費城）             | [ 7 ]  |
| 1953     | 厄爾尼·貝克       | G/F  | 美国 | 費城勇士         | 賓州大學（費城）             | [ 8 ]  |
| 1953     | 沃尔特·杜克斯+    | C    | 美国 | 紐約尼克         | 薛頓賀爾大學（南奧蘭芝）     | [ 8 ]  |
| 1953     | 拉里·亨内西       | G    | 美国 | 費城勇士         | 維拉諾瓦大學（費城）         | [ 9 ]  |
| 1955     | 迪克·加尔梅克*    | G/F  | 美国 | 明尼亞波利斯湖人 | 明尼蘇達大學（明尼蘇達）     | [ 10 ] |
| 1955     | 湯姆·古拉^        | G/F  | 美国 | 費城勇士         | 拉塞爾大學（費城）           | [ 10 ] |
| 1956     | 湯姆·海因索恩^    | F/C  | 美国 | 波士頓塞爾提克   | 聖十字學院（伍斯特）         | [ 11 ] |
| 1958     | 盖伊·罗杰斯^      | G    | 美国 | 費城勇士         | 天普大學（費城）             | [ 12 ] |
| 1959     | 威爾特·張伯倫^    | C    | 美国 | 費城勇士[a]      | 堪薩斯大學（勞倫斯）         | [ 13 ] |
| 1959     | 鲍伯·费里         | F/C  | 美国 | 聖路易老鷹       | 聖路易斯大學（聖路易）       | [ 13 ] |
| 1960     | 奧斯卡·羅伯森^[b] | G/F  | 美国 | 辛辛那提皇家     | 辛辛那提大學（辛辛那提）     | [ 14 ] |
| 1962     | 戴夫·德布斯切爾^  | G/F  | 美国 | 底特律活塞       | 底特律大學（底特律）         | [ 15 ] |
| 1962     | 傑瑞·盧卡斯^      | F/C  | 美国 | 辛辛那提皇家[c]  | 俄亥俄州立大學（哥倫布）     | [ 15 ] |
| 1963     | 汤姆·撒克         | G/F  | 美国 | 辛辛那提皇家     | 辛辛那提大學（辛辛那提）     | [ 16 ] |
| 1964     | 沃尔特·哈泽德+[d] | G    | 美国 | 洛杉磯湖人       | 加州大學洛杉磯分校（洛杉磯） | [ 17 ] |
| 1964     | 乔治·威尔逊       | C    | 美国 | 辛辛那提皇家     | 辛辛那提大學（辛辛那提）     | [ 17 ] |
| 1965     | 比尔·布拉德利^    | G/F  | 美国 | 紐約尼克         | 普林斯頓大學（普林斯頓）     | [ 18 ] |
| 1965     | 比尔·布恩汀       | F/C  | 美国 | 底特律活塞       | 密西根大學（安娜堡）         | [ 18 ] |
| 1965     | 盖尔·古德里奇^    | G    | 美国 | 洛杉磯湖人       | 加州大學洛杉磯分校（洛杉磯） | [ 18 ] |

## 附註
- a 雖然張伯倫大學時就讀堪薩斯大學，當地沒有NBA球隊進駐。但勇士隊向聯盟爭取張伯倫自小在費城出生長大，且高中時就讀當地的歐弗布魯克高中（英语：Overbrook High School (Philadelphia)），而NBA官方最後同意了勇士隊的訴求。因此讓他成為第一個基於大學前經歷的地域指名球員[19]。
- b 雖然奧斯卡·羅伯森是以地域指名的方式選中，但因為皇家隊同時握有狀元籤，所以也被視為選秀狀元[20][21]。
- c 雖然盧卡斯大學時就讀俄亥俄州立大學，地區並不在辛辛那提。但皇家隊是唯一在俄亥俄州的球隊，所以NBA官方同意這次選秀[22]。
- d 沃尔特·哈泽德於1972年將名字改為迈赫迪·阿卜杜勒-拉赫曼（英語：Mahdi Abdul-Rahman）[23]。

## 外部連結
- NBA.com* （页面存档备份，存于）